# بو (كلب)
كان بو (بالإنجليزية:Bo) (9 أيلول 2008 - 8 أيار 2021) كلبًا أليفًا لعائلة أوباما، الأسرة الأولى في الولايات المتحدة من عام 2009 حتى عام 2017. تم منح الرئيس باراك أوباما وعائلته كلب الماء البرتغالي الذكر كهدية بعد شهور من التكهنات حول سلالة وهوية حيوانهم الأليف في المستقبل. تم الاختيار النهائي جزئيًا لأن حساسية الابنة الكبرى ماليا فرضت الحاجة إلى سلالة هيبوالرجينيك. كان يُطلق على بو أحيانًا اسم «أول كلب». في أغسطس 2013، انضمت صني، وهي أنثى كلب من نفس السلالة، إلى بو.
تم تسمية بو من قبل الأختين ماليا وساشا على اسم قطة أبناء عمومتهما، والد السيدة الأولى ميشيل أوباما، وكمرجع لموسيقي الراب بو ديدلي. كان اسم بو أيضًا الأحرف الأولى من اسم باراك أوباما.

## تولد الخلفية
كلب الماء البرتغالي أصله من منطقة الغارف في البرتغال. تم إدخال 48 كلبًا مائيًا برتغاليًا فقط في مسابقة Crufts البريطانية في عام 2009 ويعتقد مؤلف كتاب The New Complete Portuguese Water Dog، كيتي براوند، أن هناك حوالي 50,000 كلب في أمريكا الشمالية. نظرًا لمعطفه الناعم من الشعر المتساقط إلى الحد الأدنى، يُعتبر كلب الماء البرتغالي من سلالات الكلاب غير المسببة للحساسية.

## تربية وأصحاب أصليين

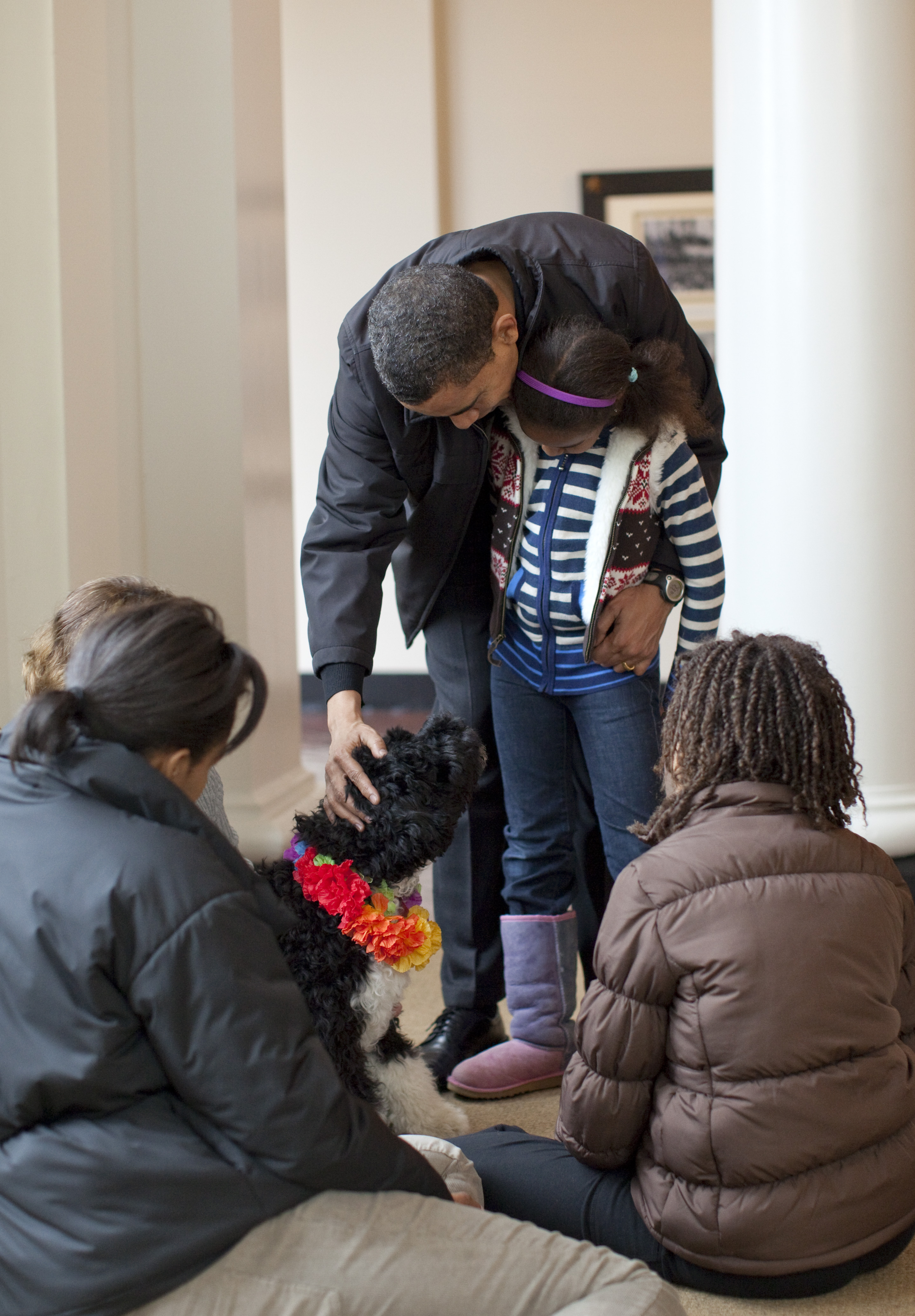
أوباما مع بو

ولدت من قبل مارثا وآرت ستيرن من أميجو ووتر دوغز في بويد، تكساس، كان بو ابن واتسون - من عائلة رايدر في ضاحية أمبريدج في بيتسبرغ - وبيني، وينتمي إلى آرت ومارثا ستيرن. كان كلب السناتور إدوارد كينيدي، أحد رفاق بو التسعة، ويدعى كابي (كابتن أميجو الشجاع)؛ سميت القمامة بـ «الأمل والتغيير» تكريما لانتصار أوباما.
المشتري الأصلي لبو غير معروف، لكنهم أعادوه في النهاية إلى عائلة ستيرن؛ يتطلب شراء بو توقيع عقد لإعادته إلى مربيته إذا لم تنجح الأمور. التحق بو بمدربة الطاعة كينيدي دون سيلفيا ستازيفيتش في هيوم، فيرجينيا في 5 كانون الثاني 2009.

## اختيار الكلب
في أول مؤتمر صحفي له كرئيس منتخب، سأل الصحفيون أوباما عن السلالة التي كانت العائلة تتطلع للحصول عليها؛ أجاب: لدينا معياران يجب التوفيق بينهما. أحدها أن ماليا لديها حساسية، لذلك يجب أن تكون هيبوالرجينيك. هناك عدد من السلالات لا تسبب الحساسية. من ناحية أخرى، فإن تفضيلنا هو الحصول على كلب مأوى، لكن من الواضح أن الكثير من كلاب المأوى هم من النوع المغفل مثلي. لذا، فإن ما إذا كنا سنكون قادرين على تحقيق التوازن بين هذين الأمرين، على ما أعتقد، هي قضية ملحة على أسرة أوباما."
سأل جورج ستيفانوبولس أوباما على شاشة التلفزيون في أوائل كانون الثاني عن نوع الكلب الذي سيحصلون عليه، ومتى، قائلاً إنه يرسل سؤالاً من بنات أوباما اللائي كن جالسات في غرفة التحكم. قال أوباما «يبدو أنهم قاموا بتضييقه إلى كلب لابرادودل أو كلب مائي برتغالي... كلب متوسط الحجم، ولذا، سنبدأ الآن في البحث عن الملاجئ لنرى متى قد يأتي أحد هؤلاء الكلاب.» قيل الكثير من قبل الجمهور والصحافة حول بحث الأسرة عن كلب. في 12 نيسان 2009، أُعلن أن أوباما سيقبل قريبًا جروًا برتغاليًا يبلغ عمره ستة أشهر كهدية من السناتور كينيدي. تم الإبلاغ عن أن الكلب قد زار العائلة قبل بضعة أسابيع في اجتماع سري لقياس التوافق ويُزعم أن الموظفين أشاروا إليه باسم «الاجتماع». ومع ذلك، لم يتم قبول الهدية حتى وصل الكلب رسميًا وانتقل للبيت الأبيض يوم الثلاثاء 14 نيسان 2009. مباشرة بعد وصوله، قامت العائلة بالتقاط صورة مع بو في الحديقة الجنوبية الخاصة بالعقار. سُئل أوباما في المؤتمر عما إذا كان سيسمح لبو بالدخول إلى المكتب البيضاوي، فأجاب: «بالطبع». كما أشار إلى مقولة الرئيس هاري ترومان «إذا كنت تريد صديقًا في واشنطن، احصل على كلب». تم تحديث موقع البيت الأبيض في وقت لاحق ليشمل الصور الرسمية وتفاصيل السيرة الذاتية لبو.

## تفاصيل السيرة الذاتية

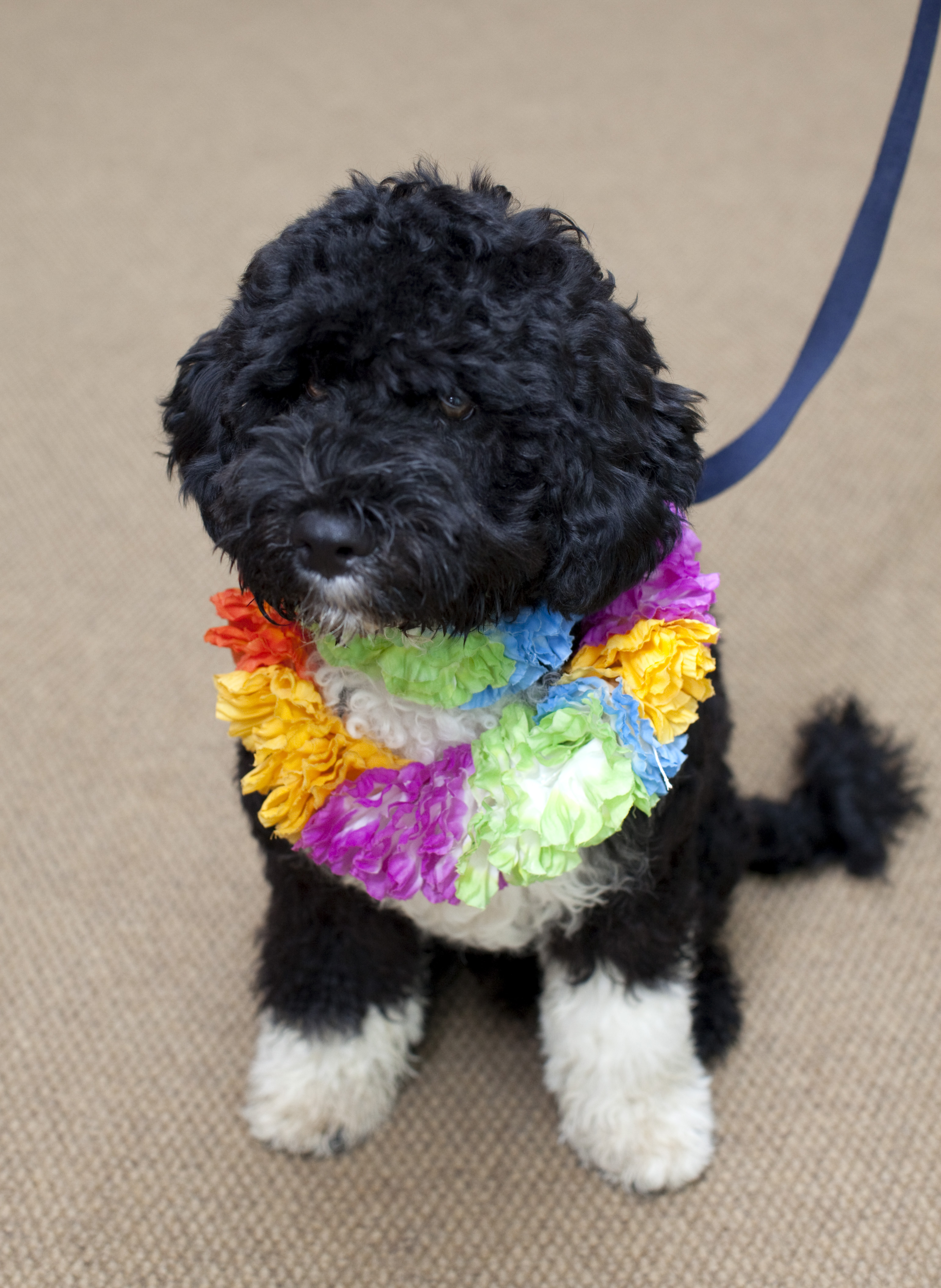
كان بو يرتدي الكؤوس عند وصوله البيت الأبيض

تم إدراجه باسم «أمل جديد أميغو» مع سجل سلالات نادي American Kennel Club ومنح اسم «تشارلي» من قبل أصحابه الأصليين، تلقى الجرو اسمه من ابنتي الرئيس أوباما، ماليا وساشا، في جزء منه بعد قطة أبناء عمومتهم ولقب والد ميشيل أوباما ديدلي؛ الكلب يحمل الاسم نفسه للمغني بو ديدلي.
في يونيو 2009، أصدر البيت الأبيض بطاقة بيسبول لبو مع صورته الرسمية الجديدة على جانب وإحصاءات لسان الخد من الجانب الآخر. تضمنت المعلومات حقائق أن طعام بو المفضل هو الطماطم وأنه لا يعرف حتى الآن كيف يسبح. البطاقة متاحة عن طريق إرسال مظروف مختوم ذاتيًا إلى البيت الأبيض.
وفقًا لنماذج الإفصاح المالي الصادرة عن الرئيس أوباما في عام 2010، تم شراء بو مقابل 1600 دولار (ما يعادل 1,900 دولار في 2020).
اعتبارًا من أغسطس 2012، كان بو يتبع نظامًا غذائيًا، على الرغم من عدم الإفصاح عن تفاصيل أخرى (تم الإعلان عنها من قبل الرئيس خلال عشاء ولاية الأطفال، حيث كان الأطفال من الولايات والأقاليم الذين فازوا في مسابقة لتصميم وجبات صحية وجذابة غداء في البيت الأبيض).

## تراث بو

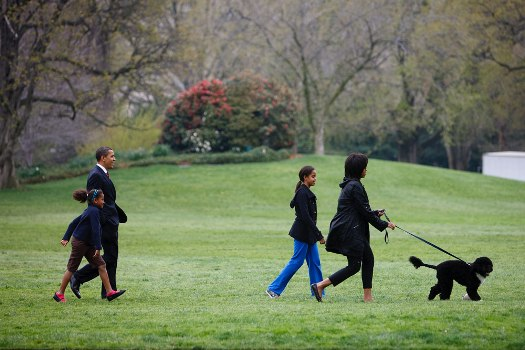
أوباما يسير مع بو

أعربت عائلة أوباما في الأصل عن رغبة قوية في تبني كلب مأوى، لكنها لم تقدم أي التزامات ثابتة. في صيف عام 2008، جمعت جمعية Best Friends Animal Society، وهي منظمة لرعاية الحيوان، 50,000 توقيع على عريضة تطلب من الأسرة تبني حيوان مأوى.
نظرًا لأن بو كان هدية من خلال مربي، لم يكن كلبًا مأوى. صرح خبير الكلاب سيزار ميلان أن بو يمكن اعتباره جزءًا من مجموعة أكبر تُعرف باسم «كلاب الإنقاذ». لم ينجح في منزله الأول عندما فشلت خططه لتوفير الرفقة لكلبة أكبر سناً؛ يبدو أن محاولاته للرضاعة أزعجتها. تعهد أوباما بالتبرع لجمعية DC Humane Society في عرض لدعم كلاب المأوى.
أصدرت جمعية الرفق بالحيوان في الولايات المتحدة بيانًا شكرت فيه عائلة أوباما «على اصطحابها لكلب فرصة ثانية»، لكنها لم تشجع على المرور عبر مربي الحيوانات.

## ردود الفعل من قبل وسائل الإعلام

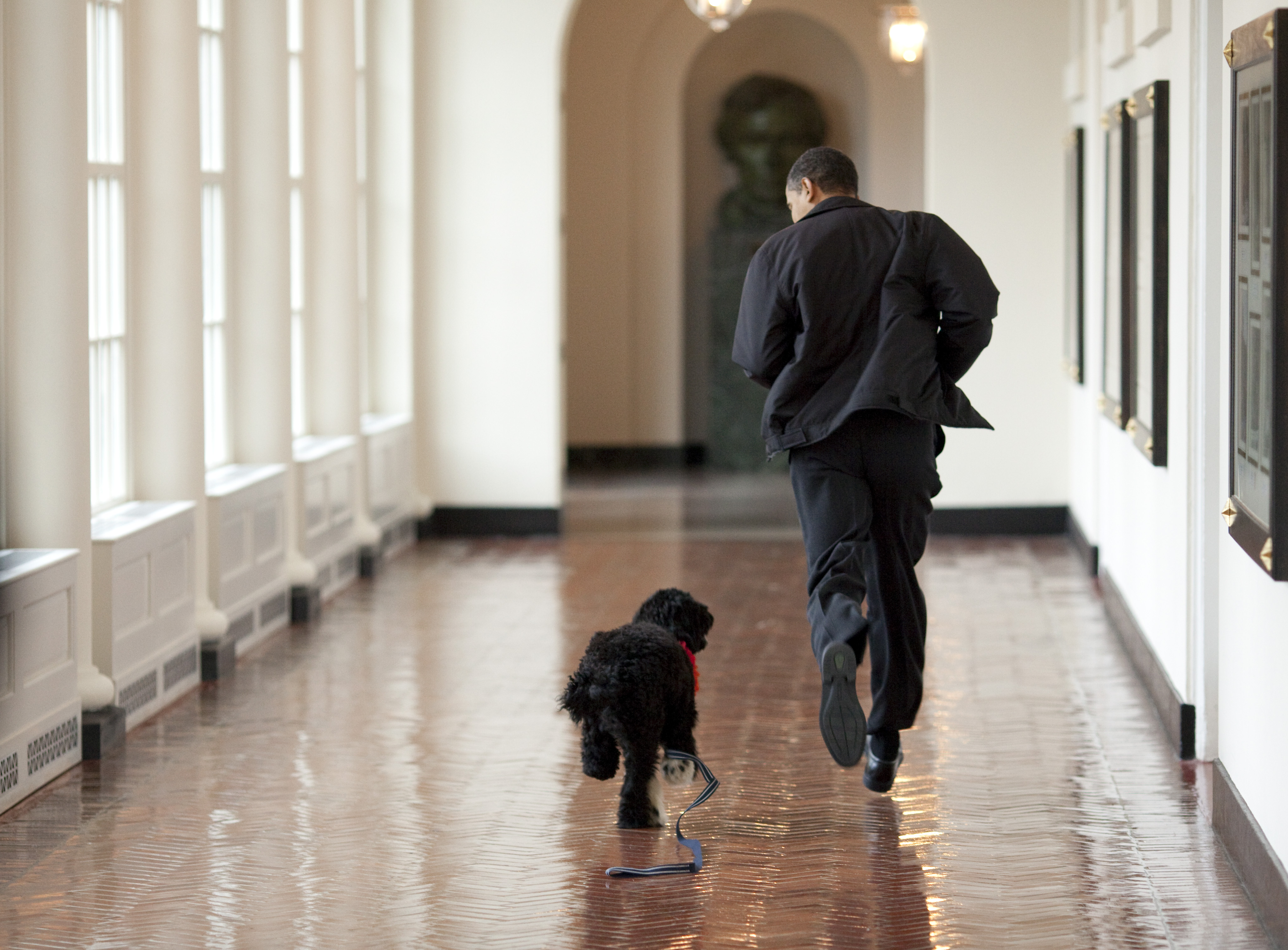
كان بو وأوباما يركضون في الجناح الشرقي للبيت الأبيض

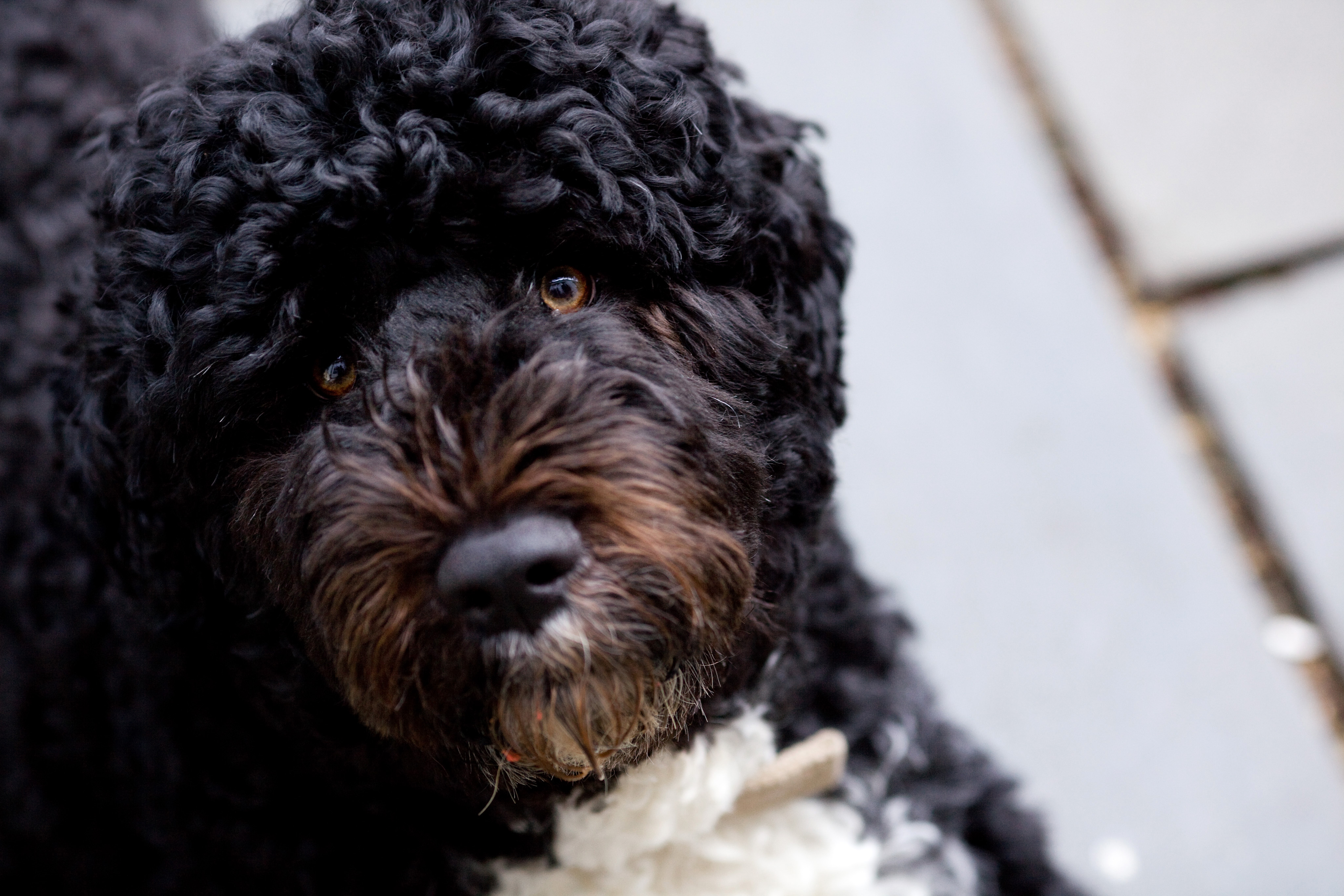
بو في آذار 2010

واشنطن بوست ' مانويل رويغ فرانزيا، منح الوصول الأولي الحصري لبو لوسائل الإعلام المطبوعة، وصفت جرو: «الرجل الصغير وسيم بو. مناسب تمامًا للمناسبات الرسمية في البيت الأبيض، فهو يرتدي بدلة رسمية من الفراء الأسود، مع صدر أبيض، وكفوف بيضاء ولحية بيضاء فخمة.»
وصفت منظمة الأشخاص من أجل المعاملة الأخلاقية للحيوانات (PETA) اختيار الأسرة لقبول هدية جرو من صديق للعائلة بأنه «مقلق» وحثوا أوباما علنًا على تحييد بو، على الرغم من حقيقة أن الكلب قد تم تحييده قبل عائلة أوباما. استقبله.
تحسبًا لزيادة الاهتمام بالسلالة، أصدر نادي الكلاب المائية البرتغالي في أمريكا بيانًا يطلب من أفراد الجمهور التفكير في الحصول على الكلاب «التأكد من أن هذا الصنف يناسب أسلوب حياتهم»، ونصح أن احتياجات الكلاب تحول دون تركهم بمفردهم لفترات طويلة أو في بيوت الكلاب.
فور انضمام بو للعائلة الأولى، تم وضع أربعة كتب للأطفال ولعبة قطيفة تصوره للنشر أو التصنيع.
في 17 تموز 2009، كتب بن جرينمان في صحيفة نيويورك تايمز بشخصية بو، مائة يوم له في المنصب.
في الحلقة الأخيرة من قناة التاريخ لايف آفتر بيبول، بثت في 16 آذار 2010، تخيل المنتجون كيف ستكون الحياة بالنسبة لبو بعد اختفاء البشرية. تكهن هذا البرنامج بأنه سيغادر البيت الأبيض، ويعيش على المأكولات البحرية من خليج تشيسابيك.
تم عرض بو أيضًا على Dogs 101، كجزء من مقطع حول السلالة.
ظهر بو في الكتاب الهزلي Lockjaw and the Pet Avengers وفي البرامج التلفزيونية في آخر الليل مع سيث مايرز وإلين . في عرض مايرز، كان بو موضوع محاكاة ساخرة لـ «بارني كام» يظهر فيه أنه يتلاعب بلا خجل بموظفي البيت الأبيض وضيوفه (على سبيل المثال من خلال العثور على معلومات سرية وغرسها في حقيبة كاتب الخطابات الذي رفض منحه مكافآت).
حصل بو على لقب «بوباما».

## مؤامرة الاختطاف
في 8 كانون الثاني 2016، رجل يدعى سكوت ستوكرت من ديكنسون، اعتقل داكوتا الشمالية بتهمة محاولة خطف بو بعد الخدمة السرية الولايات المتحدة وكلاء اكتشف عيار 12 عمل مضخة بندقية وبندقية يدوية عيار 0.22 بندقية على خلفية له شاحنة صغيرة.

## الوفاة
في 8 أيار 2021، أكدت عائلة أوباما وفاة بو بسبب السرطان في واشنطن العاصمة عن عمر يناهز 12 عامًا.